# Buztintxuri
Buztintxuri és un barri de la ciutat de Pamplona, capital de la Comunitat Foral de Navarra. Té una població de 4.773 habitants (cens de 2008). Limita al nord amb Berriozar i Artika (Berrioplano) i al sud amb Arrotxapea i San Jorge / Sanduzelai. Es troba al nord de la ciutat amb una superfície de 680.000 metres quadrats, dels que més de 86.000 s'han reservat per a equipaments.

## Història
Al desembre de 1999 començà a gestar-se sobre els plànols el barri de Buztintxuri-Euntzetxiki. Va arribar amb el nou pla municipal i els primers habitatges de la zona es van lliurar en 2003. El barri és de moment un barri dormitori. Potser se solucioni això amb l'eliminació del bucle ferroviari que aïlla Buztintxuri de la resta de la ciutat.

## Comunicacions
| Línia    | Trajecte                            | Horari        | Freqüència |
| -------- | ----------------------------------- | ------------- | ---------- |
| Línia 8  | Pl. Blanca de Navarra – Buztintxuri | 06:38 - 22:36 | 12´        |
| Línia 16 | Aitzoain – Noáin- Beriain           | 06:28 - 22:28 | 12´        |
| Línia 22 | Pl. Paz - Berriouso                 | 06:30 - 22:30 | 60´        |
| Línia N4 | Pl. Sarasate – Aitzoain - Berriouso | 22:40 - 0:10  | 40-50´     |